# 방콕 러브 스토리
방콕 러브 스토리(태국어: เพื่อน...กูรักมึงว่ะ, 영어: Bangkok Love Story 번역:친구...사랑해)는 2007년 개봉한 포이 아논 감독의 태국 영화이다.

## 출연

### 주연
- 라타나발랑 토사왓
- 차이왓 통사엥

### 조연
- 위라딧 스리말라이
- 츄차 루지하논
- 수카우 퐁윌라이
- Rachanu Boonchuduang